# Гридино (Перцевский сельсовет)
Гри́дино — деревня в Грязовецком районе Вологодской области России.
Входит в состав Перцевского муниципального образования, с точки зрения административно-территориального деления — в Перцевский сельсовет.
Расстояние по автодороге до районного центра Грязовца — 13 км, до центра муниципального образования Слободы — 3 км. Ближайшие населённые пункты — Голубково, Пузово, Воронино.
По переписи 2002 года население — 4 человека.